# Xã Ellsworth, Quận Emmet, Iowa
Xã Ellsworth (tiếng Anh: Ellsworth Township) là một xã thuộc quận Emmet, tiểu bang Iowa, Hoa Kỳ. Năm 2010, dân số của xã này là 190 người.